# Zabol (provins)
32°6′N 67°6′Ø / 32.100°N 67.100°Ø
Zabol er en af Afghanistans 34 provinser. Den er den eneste afghanske provins hvor Taliban har udnævnt et alternativt styre (i tiden efter den amerikanske invasion), som ikke er anerkendt af Kabul.
Zabol grænser mod nord til provinsen Oruzgan, til Kandahar mod vest og i syd, Ghazni og Paktika i øst. Det har en international grænse med Pakistan i syd. To femtedele af provinsen består af bjerge eller bjergagtigt terræn.

## Distrikter
Zabol efr inddelt i ni distrikter (woluswali):
- Arghandab
- Atghar
- Daychopan
- Mizan
- Qalat-i-Ghilzai
- Shahjoy
- Shamulzayi
- Shinkay
- Tarnak Wa Jaldak